# Herbert Pelzer

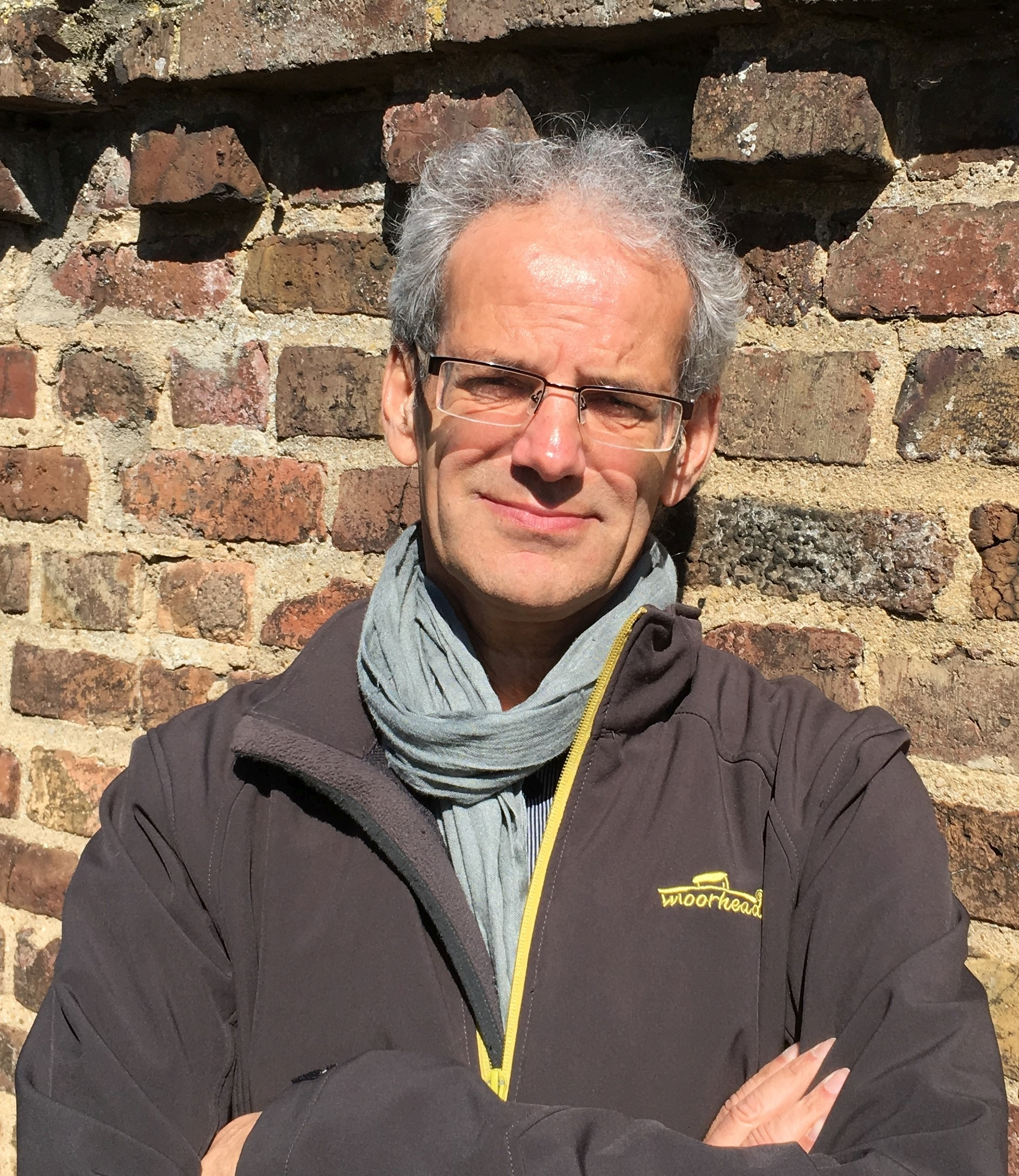
Herbert Pelzer

Herbert Pelzer (* 1. September 1956 in Nörvenich) ist ein deutscher Autor und Heimatforscher.

## Leben
Pelzer ist gelernter Raumausstatter und arbeitet heute in der Kölner Niederlassung von Deutschlands größtem Fundusbetrieb für Requisiten zur Film, Fernseh- und Theaterausstattung. Er lebt mit seiner Familie in seinem Geburtsort. In seiner Freizeit befasst sich Pelzer mit der Geschichte der Juden in Nörvenich und auch in Hochkirchen sowie der Nachkriegsgeschichte von Nörvenich. Als stellvertretender Vorsitzender des Heimat- und Geschichtsvereins der Gemeinde Nörvenich e. V. war er auch maßgeblich an der Erstellung der beiden Mahnmale für die jüdischen Bürger beteiligt.

## Werk
- Durch die Jahre, 2017, ISBN 978-3-929386-72-1, Kid Verlag, Bonn
- Moritz, Martha und die Anderen: Als das Neffeltal judenfrei wurde, 2012, ISBN 978-3-942513-04-3, Verlag Hahne und Schloemer, Düren
- Nörvenich fortyfive: Nach dem Krieg im Neffeltal, 2015, ISBN 978-3-942513-28-9, Verlag Hahne und Schloemer, Düren, 2. Auflage 2018
- Knollenland, 2019, Roman, ISBN 978-3-947759-13-2, Kid Verlag
- Es wird jemand sterben, 2021, ISBN 978-3-95441-561-8, KBV-Verlag
- Niemand, 2022, ISBN 978-3-95441-608-0, KBV-Verlag
- Rosental, 2023, ISBN 978-3-95441-661-5, KBV-Verlag
- Cilli stirbt, 2024, ISBN 978-3-95441-706-3, KBV-Verlag

Pelzer hat mehrere Berichte in verschiedenen Ausgaben des Jahrbuches des Kreises Düren veröffentlicht.